# Silvarredonda (Lousame)
Silvarredonda es una aldea española del municipio de Lousame en la provincia de La Coruña, Galicia. Pertenece a la parroquia de Santa Eulalia de Vilacova.
En 2021 tenía una población de 37 habitantes (18 hombres y 19 mujeres). Está  situada a 315 metros sobre el nivel del mar a 9,6 kilómetros de la cabecera municipal. Las localidades más cercanas son Vilas, As minas de San Finx y Froxán.